# An Lạc, thành phố Hồng Ngự
An Lạc là một phường thuộc thành phố Hồng Ngự, tỉnh Đồng Tháp, Việt Nam.

## Địa lý
Phường An Lạc nằm ở phía tây thành phố Hồng Ngự, có vị trí địa lý: 
- Phía đông giáp phường An Thạnh và xã Tân Hội
- Các phía còn lại giáp huyện Hồng Ngự.

Phường có diện tích 7,52 km², dân số năm 2008 là 8.380 người, mật độ dân số đạt 1.115 người/km².

## Lịch sử
Địa bàn phường An Lạc trước đây là một phần xã Thường Lạc, huyện Hồng Ngự.
Ngày 23 tháng 12 năm 2008, Chính phủ ban hành Nghị định 08/NĐ-CP. Theo đó, thành lập phường An Lạc thuộc thị xã Hồng Ngự trên cơ sở điều chỉnh 751,72 ha diện tích tự nhiên và 8.380 người của xã Thường Lạc.
Ngày 18 tháng 9 năm 2020, Ủy ban Thường vụ Quốc hội ban hành Nghị quyết 1003/NQ-UBTVQH14 thành lập thành phố Hồng Ngự trên cơ sở toàn bộ diện tích và dân số của thị xã Hồng Ngự, phường An Lạc thuộc thành phố Hồng Ngự như hiện nay.